# Schneppenthaler Bachtal und Mohlsbachtal
Das Naturschutzgebiet Schneppenthaler Bachtal und Mohlsbachtal liegt auf dem Gebiet der Stadt Hückeswagen im Oberbergischen Kreis in Nordrhein-Westfalen.
Das etwa 61,1 ha große Gebiet, das im Jahr 2006 unter Naturschutz gestellt wurde, erstreckt sich südwestlich der Kernstadt Hückeswagen und nordwestlich der Kernstadt Wipperfürth. Am nordöstlichen Rand des Gebietes verläuft die Kreisstraße K 5, westlich ist es die Landesstraße L 68 und südlich die B 506. Östlich verläuft die B 237 und fließt die Wupper.

## Beschreibung
Laut Fachinformationssystem des Landesamtes für Natur, Umwelt und Verbraucherschutz in NRW handelt es

„sich um zwei typische Bergische Wiesenbachtäler, welche von mehreren, in angrenzenden Hangwäldern entspringenden Quellbächen gespeist werden. Die Länge des Schneppenthaler Baches (im unteren Bereich auch Mühlenbach genannt) beträgt etwa 1,5 km. Die Sohle ist bis zu 50 m breit. Im Oberlauf lehnt sich der Bachlauf an die konkave, etwas wellige Talform an. Bachabwärts ist der Lauf größtenteils begradigt und verläuft teilweise in der Mitte des Tales, teilweise am Hang entlang. Der obere Talbereich wird teils noch als (Mäh)-Weide genutzt, größtenteils finden sich jedoch feuchte bis quellnasse Brachen. Der Bachlauf ist zumeist abgezäunt und wird von Röhricht- und Hochstaudenfluren, teilweise auch von Erlen begleitet. Bei Schneppenthal liegt ein größerer, mit einigen Fichten umstandener Fischteich im Tal. In den mittleren Talbereich münden drei kleinere Quellbäche, die durch Fichtenforst, örtlich auch durch alten Buchenhochwald fließen.
Im ca. 2 km langen Mohlsbachtal finden sich ebenfalls überwiegend feuchte bis nasse Grünlandbrachen. Auch hier haben sich entlang des großteils abgezäunten Baches Hochstaudenfluren entwickelt. Abschnittsweise wird der Bach von Erlen-Ufergehölzen begleitet. Der Mohlsbach ist überwiegend begradigt und stärker eingetieft, nur im oberen Abschnitt besitzt er kürzere, annähernd naturnahe Laufstrecken.
In den Mohlsbach münden mehrere, zumeist naturnahe Quellbäche ein, welche teils durch Buchenwald, teils durch Fichtenforst fließen. Die Bäche werden örtlich von typischen Quellfluren begleitet und führen teilweise in trockeneren Sommern (z. B. 2009) nur temporär Wasser.
Die Talhänge sind auf weiten Flächen mit Fichten aufgeforstet, nur örtlich stocken hier Laub(misch)-wälder aus vorwiegend Buchen und Eichen. Das strukturreiche Waldgebiet östlich von Röttgen ist morphologisch durch Quellsiefen stark gegliedert und wird von zwei von der Ortslage Röttgen aus in den Wald hineinragenden Grünlandzungen unterbrochen. Laubwälder aus Buchen und Eichen, teils in Reinbeständen, teils in wechselnden Mischungsanteilen, nehmen knapp die Hälfte diese Waldgebietes ein. Der Unterwuchs der älteren, örtlich verlichteten Bestände im mittleren und starken Baumholzalter ist meist spärlich entwickelt. Lediglich lichtere Eichenbestände und aufgelichtete Parzellen weisen eine stärker entwickelte, teils bodendeckende Krautschicht auf. Örtlich findet sich im gesamten NSG starkes, z. T. stehendes Totholz.
Die Bedeutung des Gebietes gründet auf den Auwald-Biotopen mit naturnahen Fließgewässern, Quellbereichen, schutzwürdigen Feuchtgrünland, Mähwiesen und Hainsimsen- Buchenwald. Das Gebiet hat eine herausragende Bedeutung als Vernetzungs- und Trittsteinbiotop im regionalen Biotopverbund sowie als wertvoller Lebensraum für wildlebende Pflanzen und Tiere (wie z. B. Igel-Segge, Geflecktes Knabenkraut, Faden-Binse, Bachneunauge, Bachforelle, Schwarzstorch und Schwarzspecht sowie Libellen und Tagfalter und ist in Teilbereichen als NSG ausgewiesen. Die beiden Quellsiefensysteme und Bachtäler mit ihren naturnahen Lebensräumen sind als ein Ökosystem zu betrachten und sollten in Ihrer Gesamtheit als NSG geschützt sein.“

Bei der Kartierung des Gebietes wurden folgende seltene und besonders schützenswerte Pflanzenarten gefunden: Sumpf-Schwertlilie (Iris pseudacorus), Kuckucks-Lichtnelke (Lychnis flos-cuculi), Sumpf-Dotterblume (Caltha palustris), Sumpf-Helmkraut (Scutellaria galericulata) und Sumpf-Schafgarbe (Achillea ptarmica). Bei den Tierarten sind noch hervorzuheben: Blauflügel-Prachtlibelle (Calopteryx virgo), Elritze (Phoxinus phoxinus), Erdkröte (Bufo bufo), Feuersalamander (Salamandra salamandra), Groppe (Cottus gobio), Wasseramsel (Cinclus cinclus) und Zweigestreifte Quelljungfer (Cordulegaster boltonii).

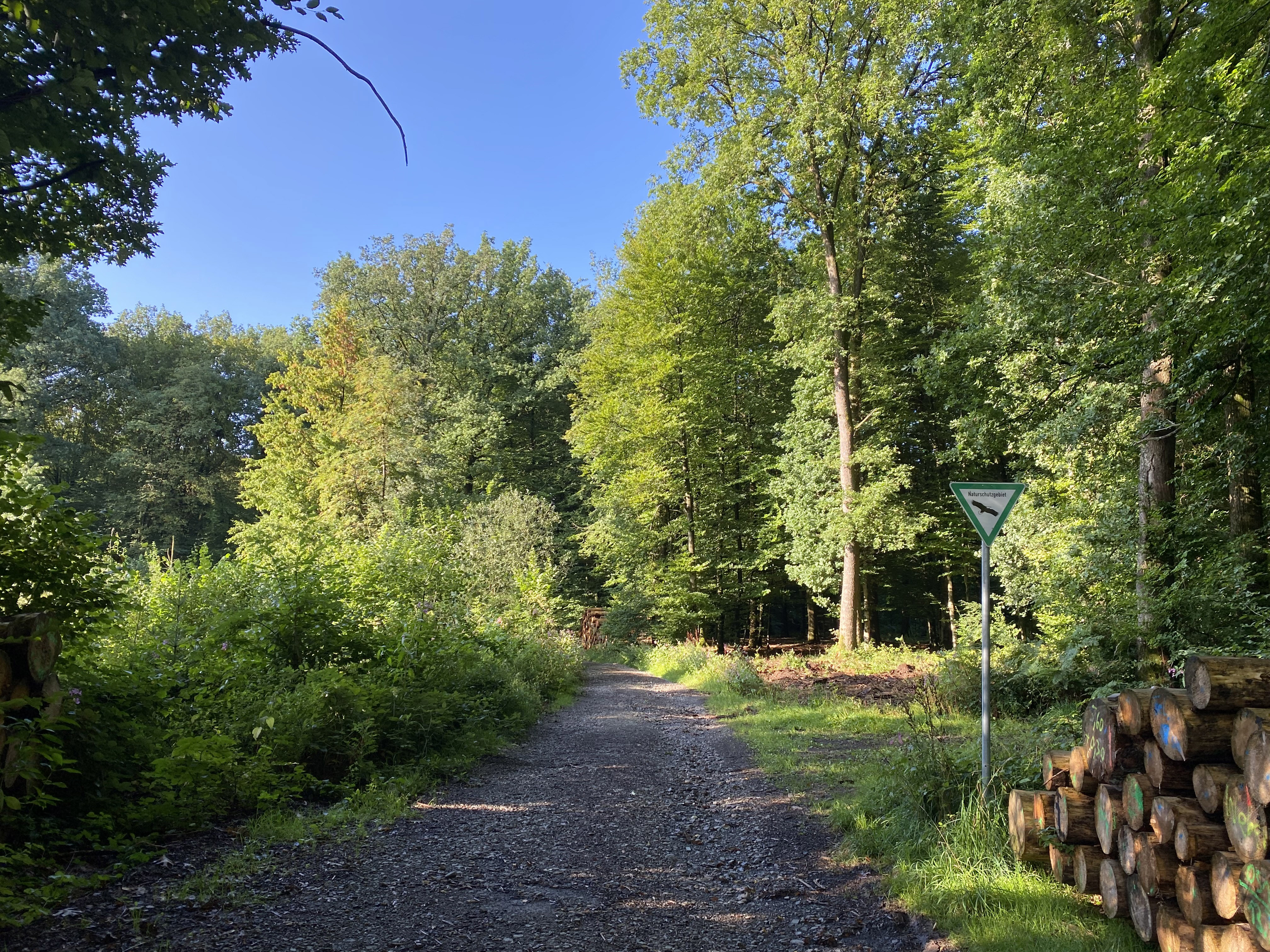
Naturschutzgebiet am Wanderparkplatz Mul
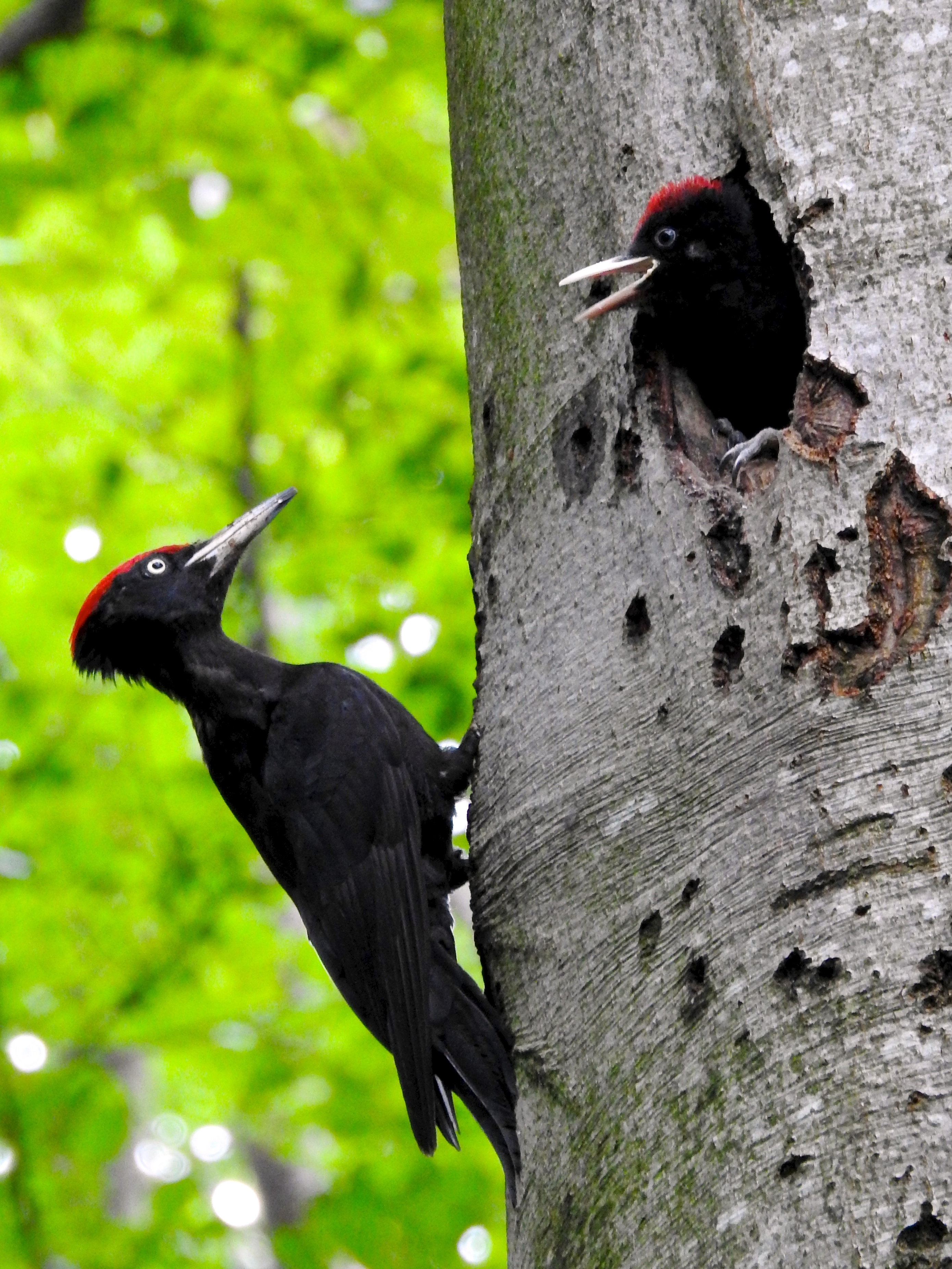
Schwarzspecht ♂ (Dryocopus martius) am Nest
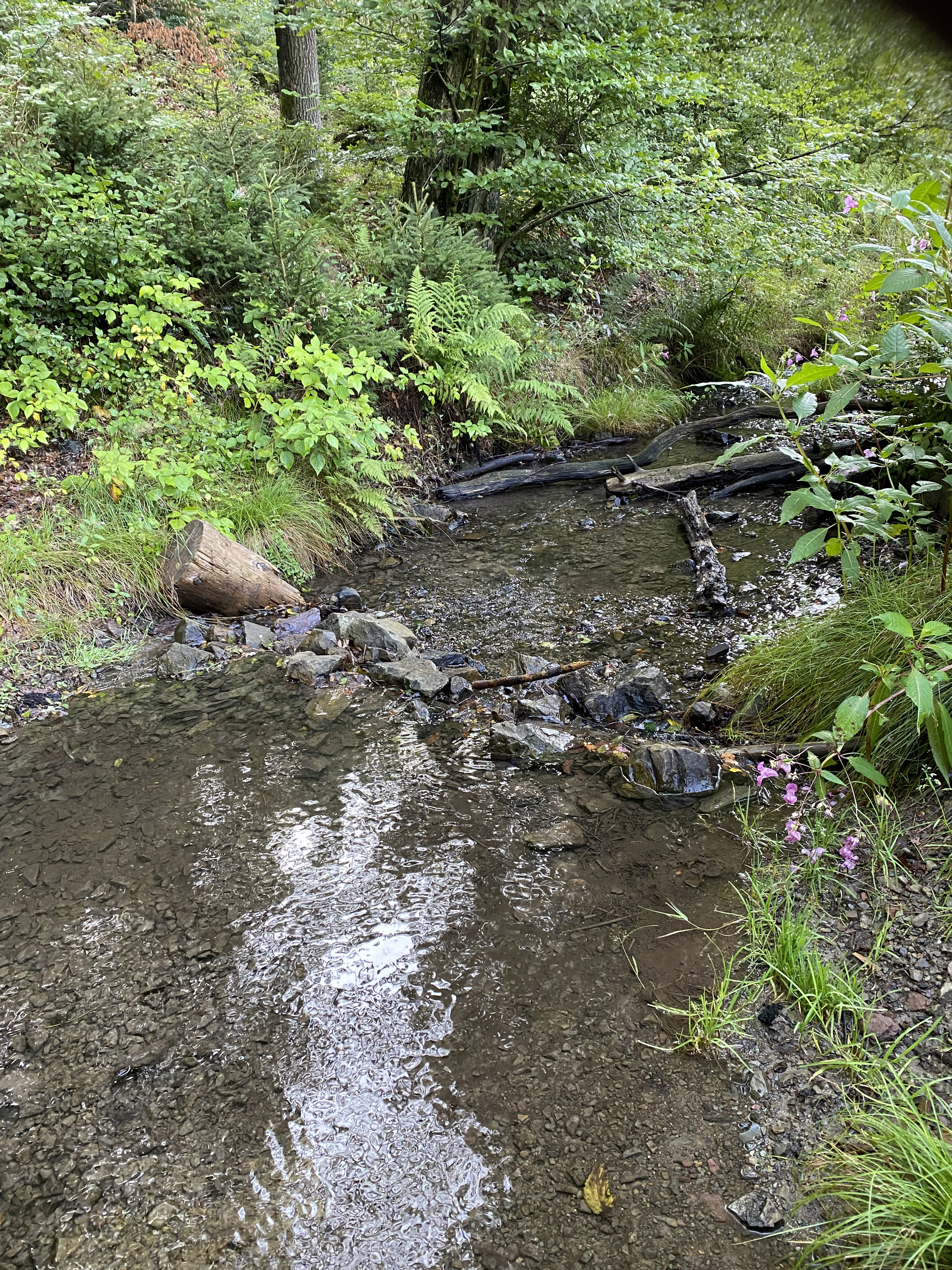
Oberlauf Mohlsbach
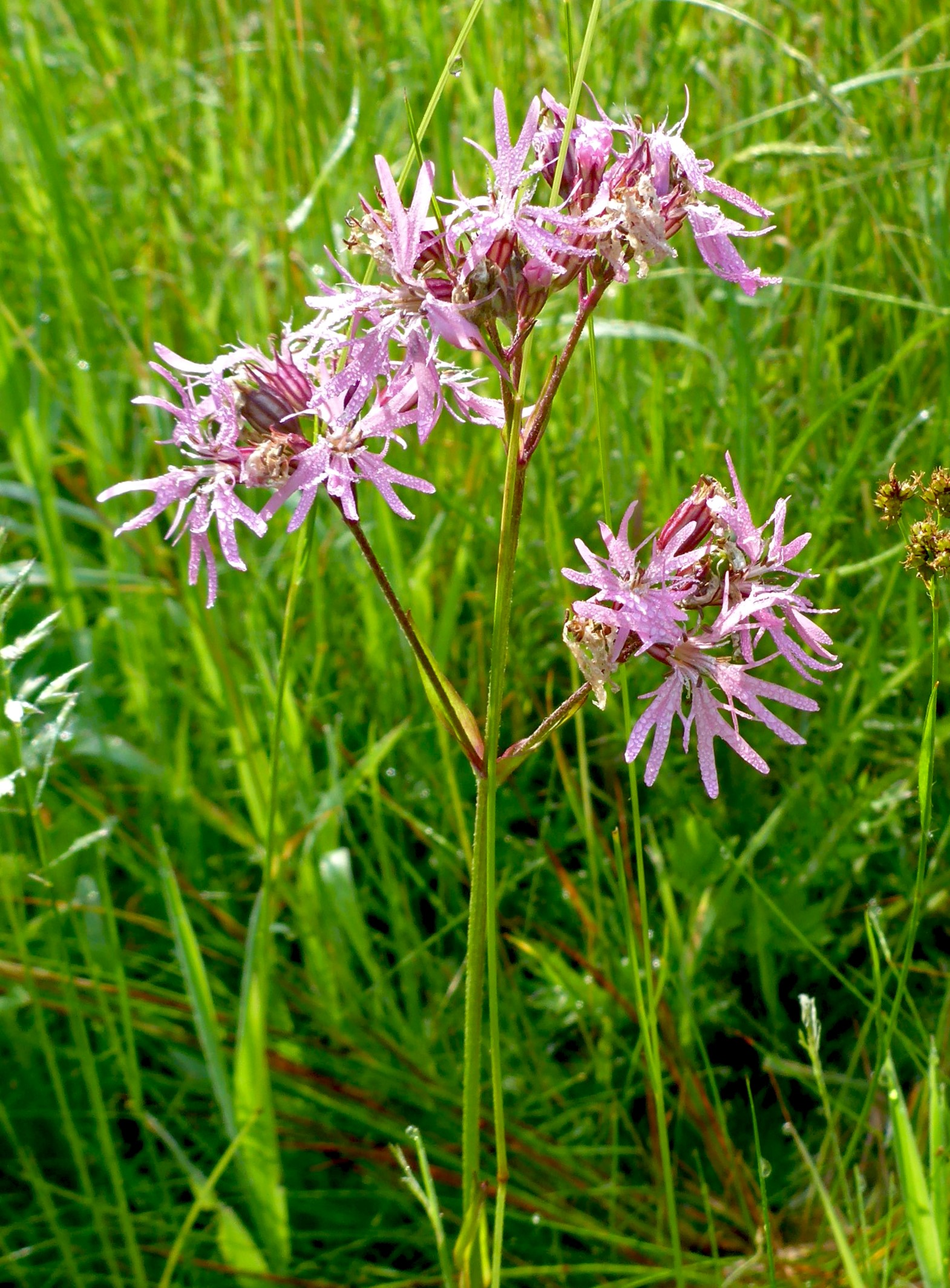
Kuckucks-Lichtnelke (Lychnis flos-cuculi)
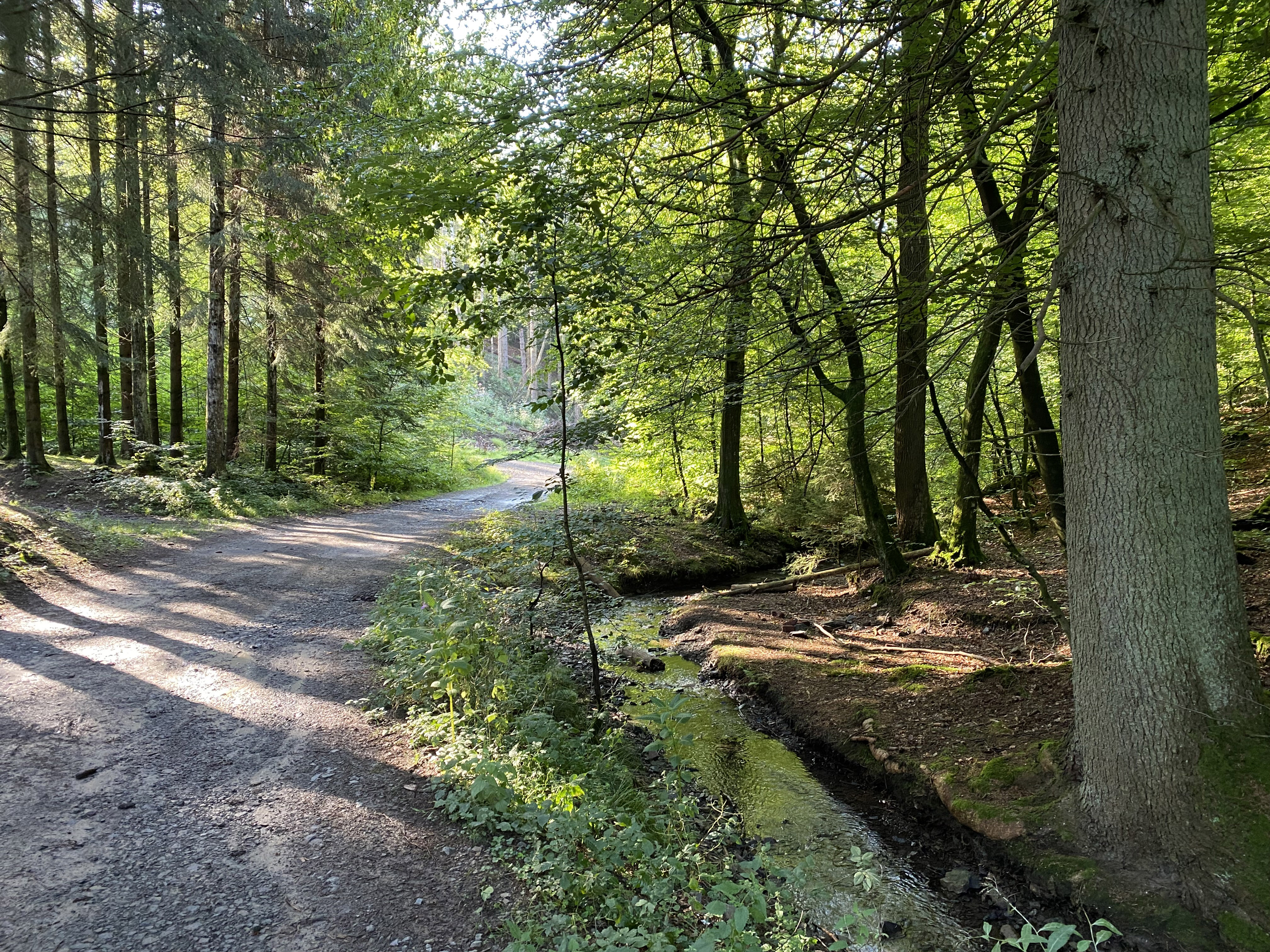
Wanderweg am Mohlsbach
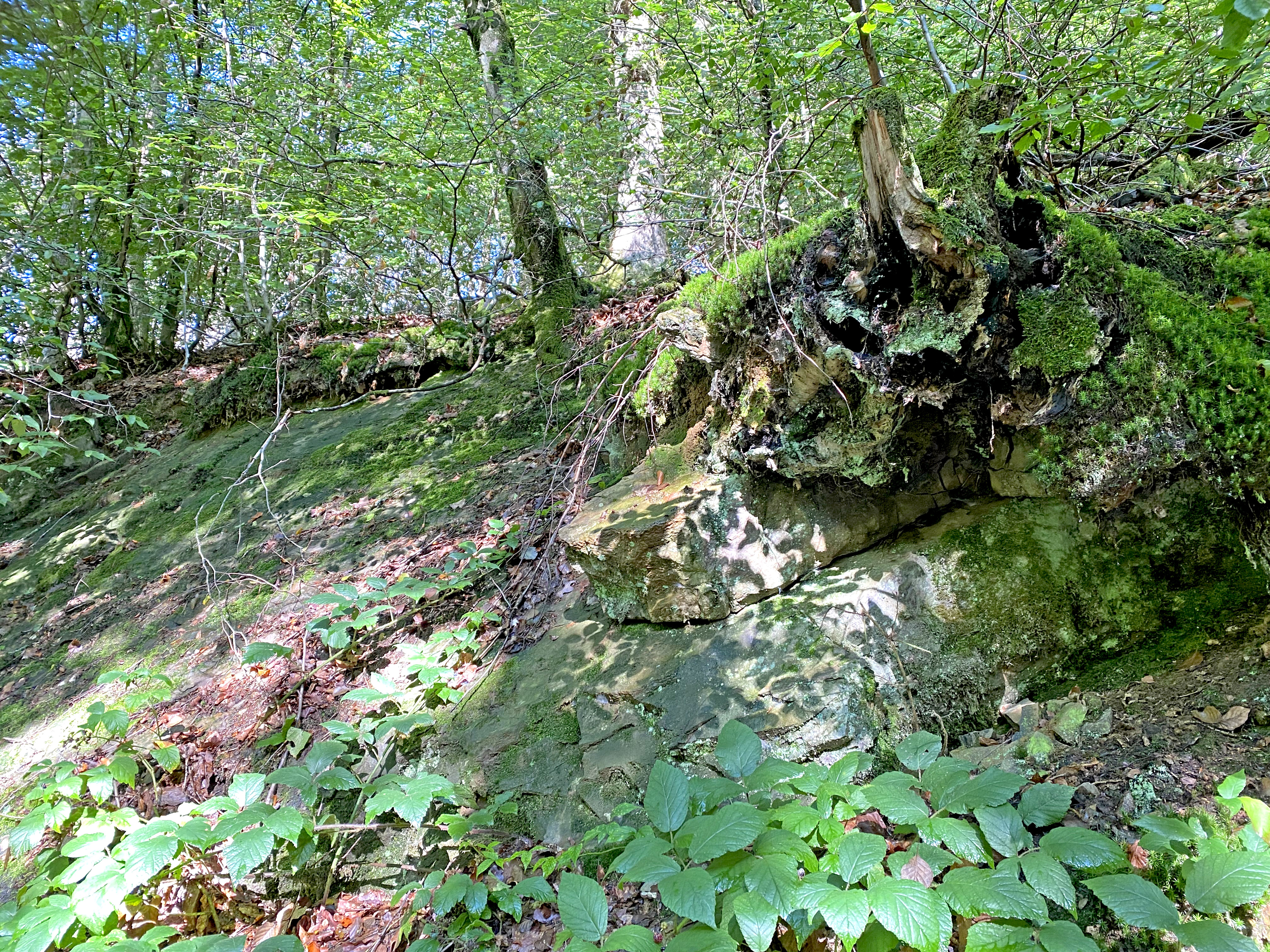
Felsband im Mohlsbachtal
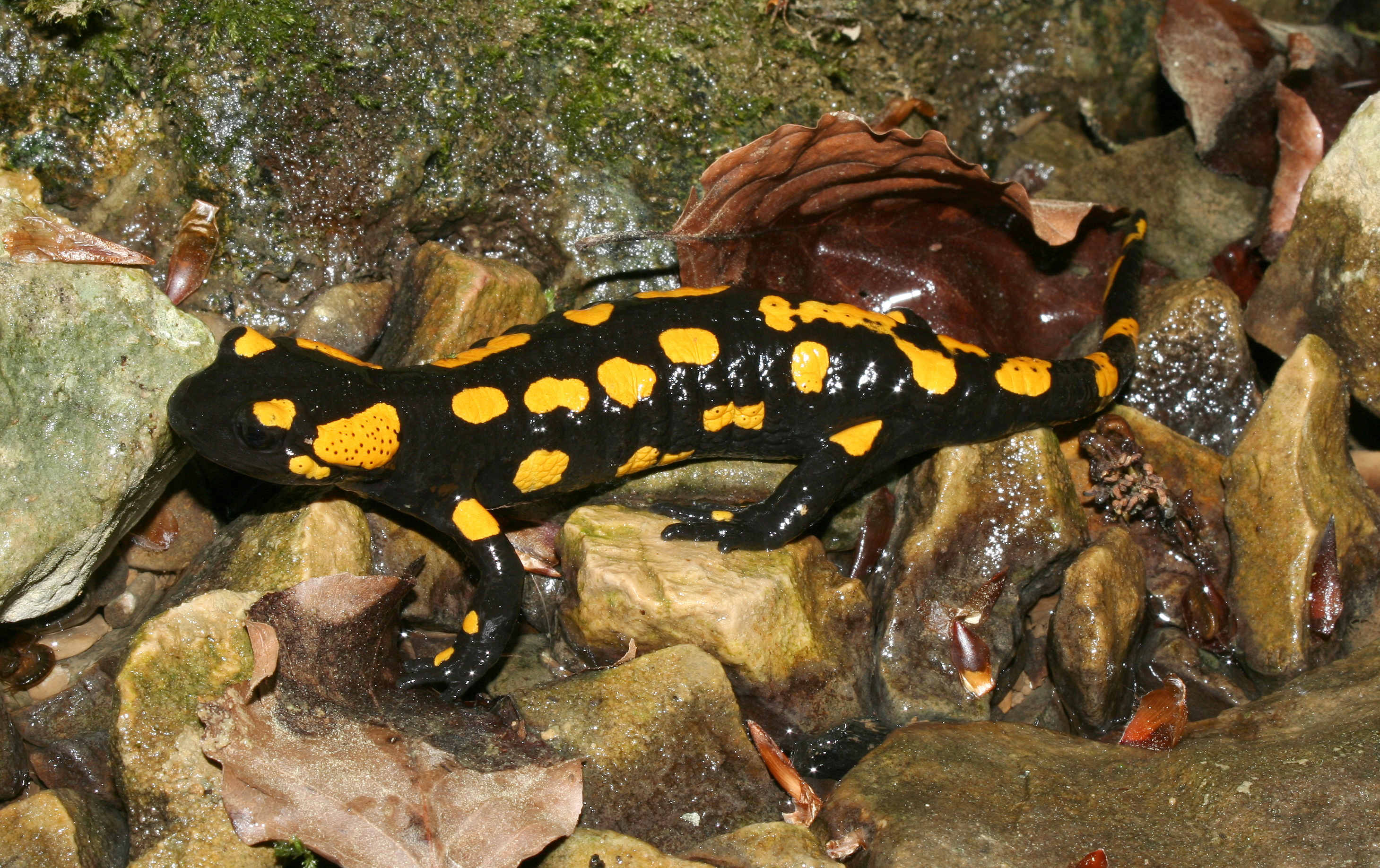
Feuersalamander (Salamandra salamandra)
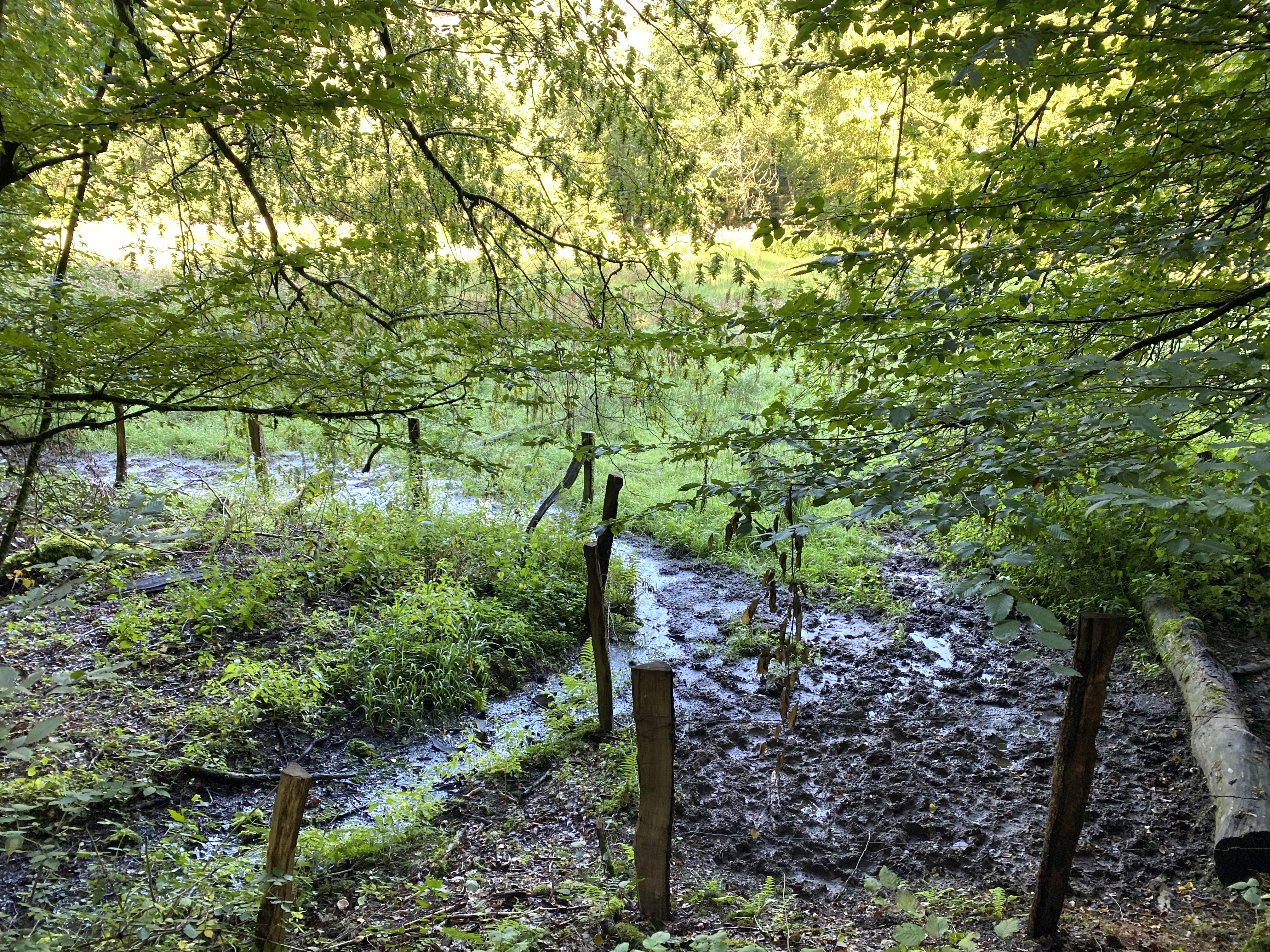
Borberger Siefen mündet in die Talaue
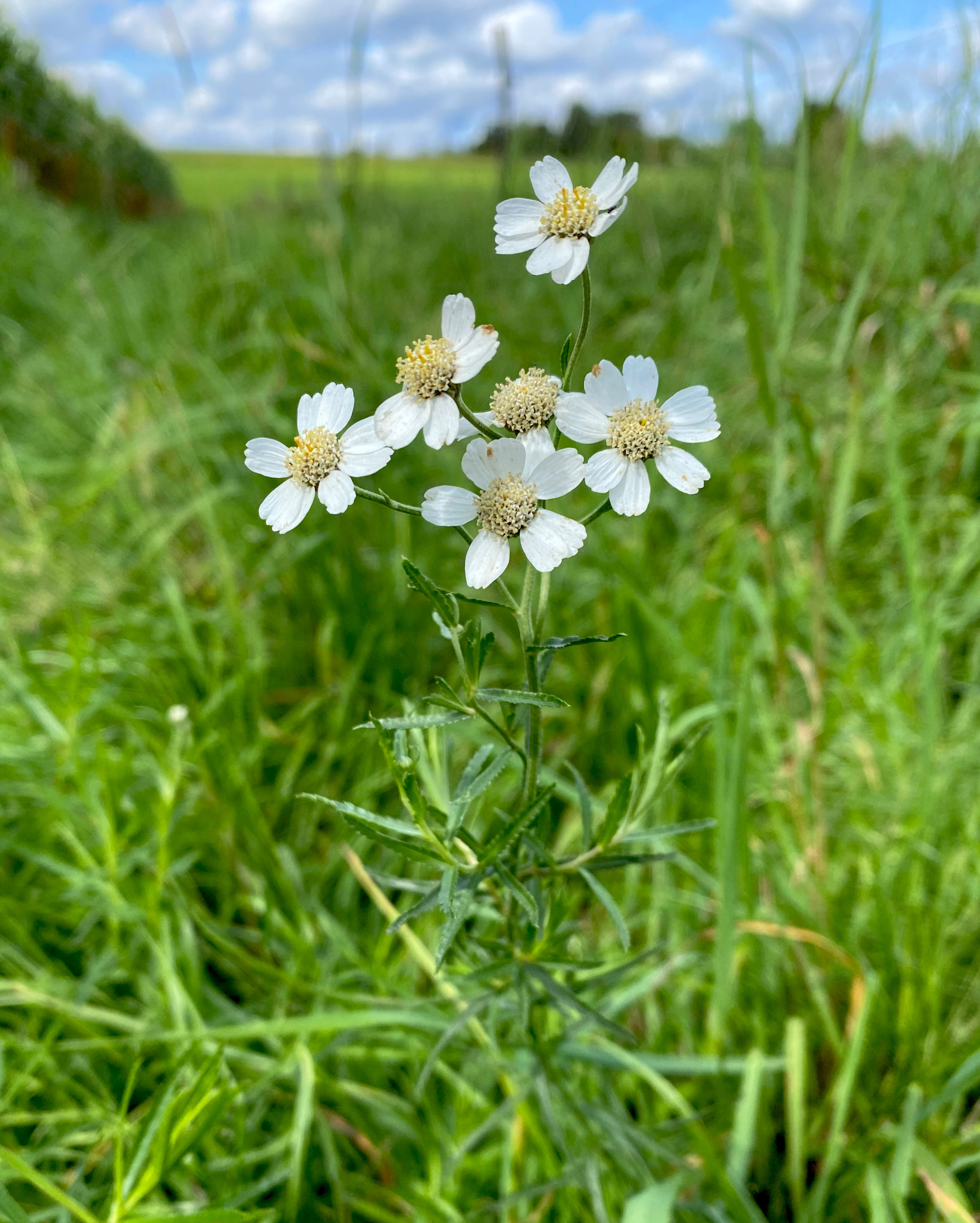
Sumpf-Schafgarbe (Achillea ptarmica)
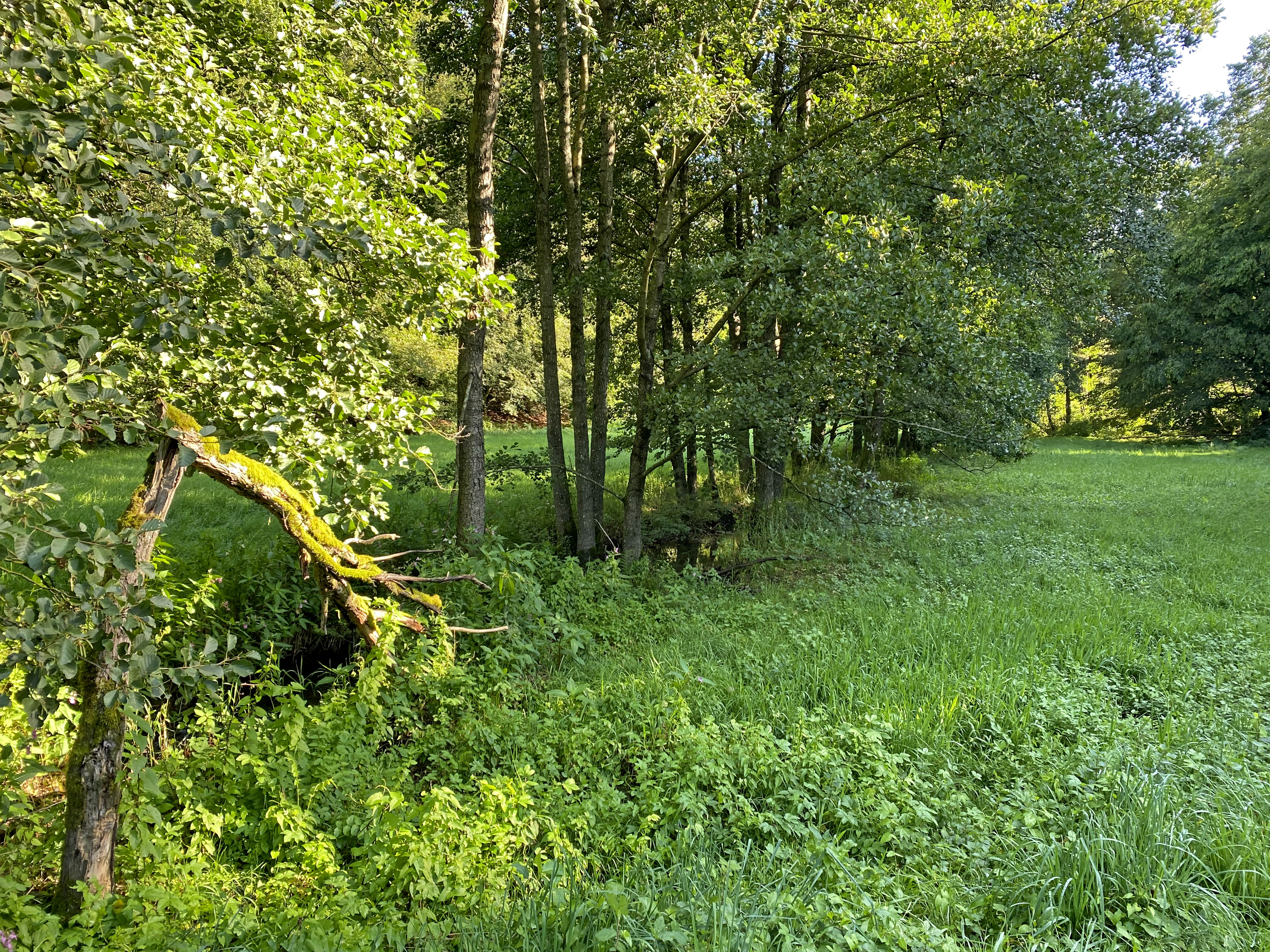
Erlen säumen den Mohlsbach
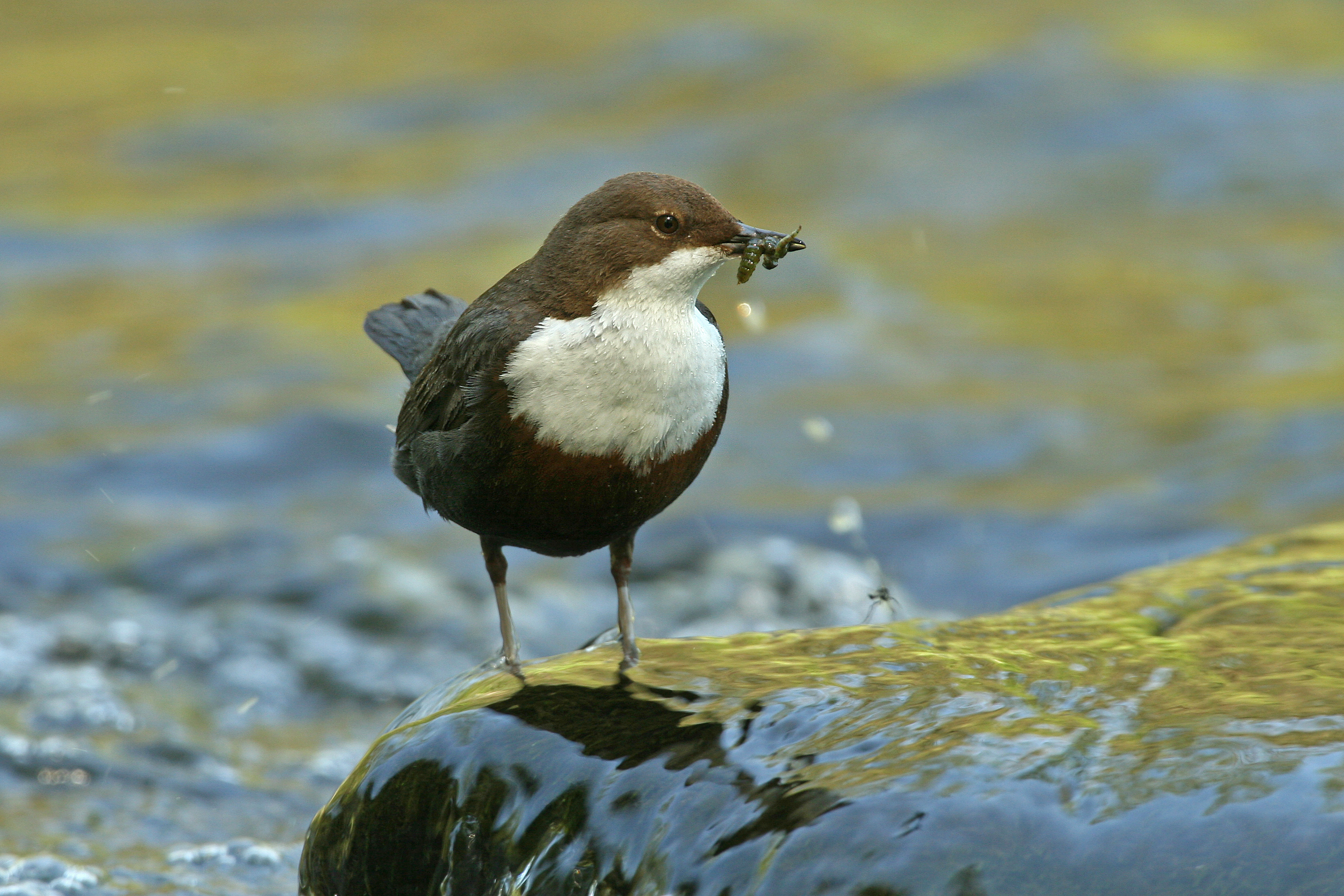
Wasseramsel (Cinclus cinclus)
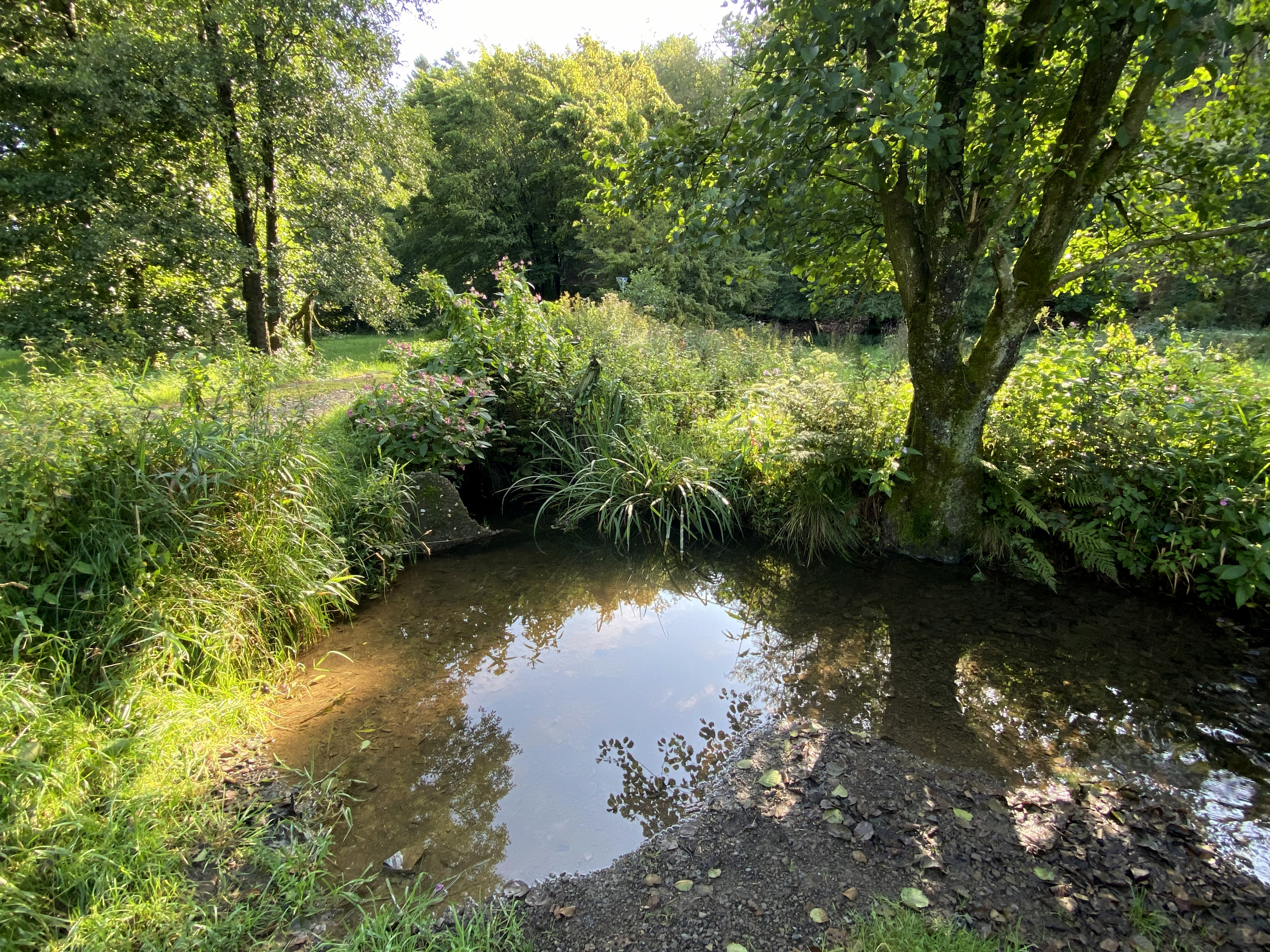
Mohlsbach kurz vor dem Mündung in den Purderbach